# Lucio Tarquinio
 Lucio Rosario Filippo Tarquinio (né le 18 juillet 1949 à Foggia) est un homme politique italien, sénateur de Forza Italia puis en 2015 de Conservatori e Riformisti dont il préside le groupe parlementaire au Sénat.